# Чемпіонат СРСР з хокею із шайбою 1980—1981
35-й чемпіонат СРСР з хокею із шайбою проходив з 21 вересня 1980 року по 17 травня 1981 року. У змаганні брали участь дванадцять команд. Переможцем став клуб ЦСКА. Найкращий бомбардир — Сергій Макаров (79 очок).

## Регламент
На першому етапі дванадцять клубів зіграли у чотири кола. Після чемпіонату світу у Швеції перша шістка розіграли медалі чемпіонату в одноколовому турнірі, друга шістка виявила двох невдах чемпіонату.

## Вища ліга

### Попередній раунд
| М  | Команда                | І  | В  | Н | П  | Ш       | О  |
| -- | ---------------------- | -- | -- | - | -- | ------- | -- |
| 1  | ЦСКА                   | 44 | 36 | 5 | 3  | 268-98  | 77 |
| 2  | «Спартак» Москва       | 44 | 30 | 6 | 8  | 220-124 | 66 |
| 3  | «Динамо» Москва        | 44 | 25 | 8 | 11 | 192-114 | 58 |
| 4  | «Трактор» (Челябінськ) | 44 | 21 | 5 | 18 | 167-148 | 47 |
| 5  | «Динамо» (Рига)        | 44 | 20 | 6 | 18 | 148-138 | 46 |
| 6  | «Сокіл» (Київ)         | 44 | 20 | 5 | 19 | 151-152 | 45 |
| 7  | «Крила Рад» (Москва)   | 44 | 19 | 7 | 18 | 143-146 | 45 |
| 8  | «Торпедо» (Горький)    | 44 | 19 | 7 | 18 | 137-153 | 45 |
| 9  | «Хімік» (Воскресенськ) | 44 | 18 | 2 | 24 | 154-169 | 38 |
| 10 | СКА (Ленінград)        | 44 | 15 | 4 | 25 | 122-205 | 34 |
| 11 | «Салават Юлаєв» Уфа    | 44 | 6  | 3 | 35 | 110-226 | 15 |
| 12 | «Динамо» Мінськ        | 44 | 3  | 6 | 35 | 89-228  | 12 |

Скорочення: М = підсумкове місце, І = ігри, В = перемоги, Н = нічиї, П = поразки, Ш = закинуті та пропущені шайби, О = набрані очки

### Другий раунд

#### Турнір за 1— 6 місця
| М | Команда                | І  | В  | Н | П  | Ш       | О  |
| - | ---------------------- | -- | -- | - | -- | ------- | -- |
|   | ЦСКА                   | 49 | 40 | 6 | 3  | 299-113 | 86 |
|   | «Спартак» Москва       | 49 | 32 | 6 | 11 | 240-141 | 70 |
|   | «Динамо» Москва        | 49 | 27 | 8 | 14 | 215-134 | 62 |
| 4 | «Трактор» (Челябінськ) | 49 | 23 | 6 | 20 | 178-172 | 52 |
| 5 | «Динамо» (Рига)        | 49 | 22 | 6 | 21 | 163-157 | 50 |
| 6 | «Сокіл» (Київ)         | 49 | 22 | 5 | 22 | 167-173 | 49 |

#### Турнір за 7— 12 місця
| М  | Команда                | І  | В  | Н | П  | Ш       | О  |
| -- | ---------------------- | -- | -- | - | -- | ------- | -- |
| 7  | «Торпедо» (Горький)    | 56 | 28 | 9 | 19 | 207-193 | 65 |
| 8  | «Хімік» (Воскресенськ) | 56 | 27 | 2 | 27 | 218-107 | 56 |
| 9  | «Крила Рад» (Москва)   | 56 | 24 | 7 | 25 | 203-203 | 55 |
| 10 | СКА (Ленінград         | 56 | 25 | 5 | 26 | 201-229 | 55 |
| 11 | «Салават Юлаєв» Уфа    | 56 | 11 | 7 | 38 | 170-269 | 29 |
| 12 | «Динамо» Мінськ        | 56 | 10 | 7 | 39 | 148-267 | 27 |

### Склад чемпіонів
Золоті нагороди переможців чемпіонату СРСР отримали:
- воротар — Олександр Тижних[ru];
- захисники — Сергій Бабінов, Олексій Волченков[ru], Ірек Гімаєв[de], Сергій Гімаєв[ru], Олексій Касатонов, Сергій Стариков, В'ячеслав Фетісов;
- нападники — Сергій Макаров, Микола Дроздецький, Віктор Жлуктов, Володимир Петров, Андрій Хомутов, Володимир Крутов, Олександр Волчков[ru], Олександр Лобанов, Валерій Харламов, В'ячеслав Анісін, Михайло Панін, Геннадій Курдін, Олександр Герасимов, Олександр Зибін[de].

Старший тренер — Віктор Тихонов. Тренери — Віктор Кузькін, Юрій Мойсеєв
Протягом турніру за команду також грали: воротар — Владислав Третьяк; захисники — Володимир Лутченко, Святослав Халізов; нападники — Михайло Васильєв, Борис Михайлов, В. Синіцин, Володимир Корженко.

### Найкращі бомбардири
1. Сергій Макаров (ЦСКА) — 79 очок (42+37).
2. Сергій Капустін («Спартак» Москва) — 61 (36+25).
3. Микола Дроздецький (ЦСКА) — 58 (30+28).
4. Валерій Бєлоусов («Динамо» Москва) — 58 (23+35).
5. Віктор Жлуктов (ЦСКА) — 55 (29+26).
6. Віктор Шалімов («Спартак») — 53 (21+32)
7. Гельмут Балдеріс («Динамо» Рига) — 50 (26+24)
8. Сергій Шепелєв («Спартак») — 48 (28+20)
9. Ігор Ларіонов («Хімік») — 45 (22+23)
10. Володимир Петров (ЦСКА) — 44 (19+25)

### Призи та нагороди

#### Командні
| Нагорода                     | Переможець      |
| ---------------------------- | --------------- |
| Приз справедливої гри        | «Динамо» Москва |
| Приз імені Всеволода Боброва | ЦСКА            |

#### Індивідуальні
| Нагорода                 | Переможець                                                       |
| ------------------------ | ---------------------------------------------------------------- |
| Найкращий хокеїст сезону | Владислав Третьяк (ЦСКА)                                         |
| Найкращий бомбардир      | Сергій Макаров (ЦСКА)                                            |
| Три бомбардири           | Сергій Макаров (ЦСКА) — Віктор Жлуктов — Володимир Крутов (ЦСКА) |

## Лауреати Федерації
До символічної збірної сезону, затвердженої президією Федерації хокею СРСР увійшли:
| Воротар: Владислав Третьяк. Захисники: Олексій Касатонов, Валерій Васильєв. Нападники: Сергій Макаров, Олександр Мальцев, Сергій Капустін. |

Президія Федерації хокею СРСР також визначила список 34 кращих хокеїстів сезону (6+10+18):
| Воротарі: Владислав Третьяк (ЦСКА), Сергій Мильников (СКА), Володимир Мишкін («Динамо» М), Віктор Дорощенко («Спартак»), Олександр Тижних (ЦСКА), Юрій Шундров («Сокіл»). Захисники: В'ячеслав Фетісов, Олексій Касатонов, Сергій Бабінов, Ірек Гімаєв (усі — ЦСКА), Зінетула Білялетдінов, Василь Первухін, Валерій Васильєв (усі — «Динамо» М), Сергій Коротков («Спартак»), Микола Макаров («Трактор»), Юрій Федоров («Торпедо» Г). Нападники: Сергій Макаров, Володимир Крутов, Володимир Петров, Віктор Жлуктов, Андрій Хомутов, Микола Дроздецький (усі — ЦСКА), Сергій Капустін, Сергій Шепелєв, Віктор Шалімов (усі — «Спартак»), Володимир Ковін, Олександр Скворцов, Михайло Варнаков (усі — «Торпедо» Г), Олександр Мальцев, Володимир Голіков (обидва — «Динамо» М), Валерій Бєлоусов («Трактор»), Юрій Лебедєв («Крила Рад»), Ігор Ларіонов («Хімік»), Анатолій Антипов («Динамо» Р). |

## «Сокіл»
Статистика гравців українського клубу в чемпіонаті:
| Воротарі: Юрій Шундров — 43 (134п), Костянтин Гаврилов — 19 (39п). Захисники: Володимир Андрєєв — 49 (4+12), Сергій Горбушин — 45 (8+7), Валерій Сидоров — 48 (8+4), Олександр Менченков — 48 (3+2), Микола Ладигін — 34 (3+1), Олег Васюнін — 29 (2+2), Костянтин Макарцев — 23 (2+1), Юрій Парфілов — 48 (0+3), Валерій Ширяєв — 3 (0+0), Ігор Нікулін — 3 (0+0). Нападники: Євген Шастін — 49 (24+9), Сергій Давидов — 48 (16+17), Анатолій Дьомін — 47 (22+4), Микола Наріманов — 48 (5+21), Олег Ісламов — 43 (11+14), Анатолій Данько — 42 (10+9), Андрій Земко — 49 (9+5), Вадим Сибірко — 43 (9+5), Володимир Бабашов — 43 (9+4), Андрій Овчинников — 45 (7+5), Сергій Земченко — 39 (5+4), Вячеслав Комраков — 32 (4+4), Володимир Голубович — 12 (5+2), Володимир Полежаєв — 34 (1+6), Олег Подузов — 2 (0+0). Старший тренер — Анатолій Богданов; тренери — Броніслав Самович, Олександр Фадєєв. |

## Перша ліга

### Попередній раунд
| М  | Команда                       | І  | В  | Н  | П  | Ш       | О   |
| -- | ----------------------------- | -- | -- | -- | -- | ------- | --- |
| 1  | «Іжсталь» Іжевськ             | 60 | 52 | 3  | 5  | 394-161 | 107 |
| 2  | «Кристал» Саратов             | 60 | 44 | 5  | 11 | 318-141 | 93  |
| 3  | «Автомобіліст» (Свердловськ)  | 60 | 37 | 2  | 21 | 265-182 | 76  |
| 4  | СК ім. Урицького (Казань)     | 60 | 34 | 5  | 21 | 263-220 | 73  |
| 5  | «Дизелист» Пенза              | 60 | 32 | 8  | 20 | 260-216 | 72  |
| 6  | «Торпедо» (Усть-Каменогорськ) | 60 | 33 | 4  | 23 | 286-216 | 70  |
| 7  | «Бінокор» (Ташкент)           | 60 | 32 | 6  | 22 | 286-221 | 70  |
| 8  | «Сибір» Новосибірськ          | 60 | 30 | 9  | 21 | 268-214 | 69  |
| 9  | «Буран» Воронеж               | 60 | 24 | 7  | 29 | 219-267 | 55  |
| 10 | «Рубін» Тюмень                | 60 | 25 | 4  | 31 | 200-230 | 54  |
| 11 | «Молот» Перм                  | 60 | 22 | 4  | 34 | 191-277 | 48  |
| 12 | «Локомотив» Москва            | 60 | 16 | 8  | 36 | 172-259 | 40  |
| 13 | СКА Свердловськ               | 60 | 17 | 6  | 37 | 161-288 | 40  |
| 14 | СКА Новосибірськ              | 60 | 14 | 10 | 36 | 193-300 | 38  |
| 15 | СКА МВО (Калінін)             | 60 | 16 | 5  | 39 | 217-303 | 37  |
| 16 | «Металург» Челябінськ         | 60 | 7  | 4  | 39 | 125-305 | 18  |

### Другий раунд

#### 1 - 6 місця
| М | Команда                      | І  | В  | Н | П  | Ш       | О   |
| - | ---------------------------- | -- | -- | - | -- | ------- | --- |
| 1 | «Іжсталь» Іжевськ            | 72 | 58 | 5 | 9  | 439-209 | 121 |
| 2 | «Кристал» Саратов            | 72 | 48 | 7 | 17 | 369-193 | 103 |
| 3 | СК ім. Урицького (Казань)    | 72 | 39 | 8 | 25 | 309-279 | 86  |
| 4 | «Автомобіліст» (Свердловськ) | 72 | 38 | 2 | 32 | 294-253 | 78  |
| 5 | «Дизелист» Пенза             | 72 | 33 | 9 | 30 | 292-292 | 75  |
| 6 | «Торпедо» Усть-Каменогорськ  | 72 | 35 | 4 | 33 | 324-302 | 74  |

#### 7 - 10 місця
| М  | Команда              | І  | В  | Н  | П  | Ш       | О  |
| -- | -------------------- | -- | -- | -- | -- | ------- | -- |
| 7  | «Сибір» Новосибірськ | 72 | 35 | 11 | 26 | 329-272 | 81 |
| 8  | «Бінокор» Ташкент    | 72 | 34 | 9  | 29 | 307-275 | 77 |
| 9  | «Рубін» Тюмень       | 72 | 33 | 4  | 35 | 263-274 | 70 |
| 10 | «Буран» Воронеж      | 72 | 30 | 8  | 34 | 273-328 | 68 |

#### 11 - 16 місця
| М  | Команда               | І  | В  | Н  | П  | Ш       | О  |
| -- | --------------------- | -- | -- | -- | -- | ------- | -- |
| 11 | «Молот» Перм          | 72 | 26 | 6  | 40 | 238-330 | 58 |
| 12 | СКА Свердловськ       | 72 | 24 | 7  | 41 | 211-334 | 55 |
| 13 | СКА Новосибірськ      | 72 | 20 | 12 | 40 | 235-340 | 52 |
| 14 | «Локомотив» Москва    | 72 | 19 | 13 | 40 | 220-315 | 51 |
| 15 | СКА МВО Калінін       | 72 | 20 | 5  | 47 | 272-357 | 45 |
| 16 | «Металург» Челябінськ | 72 | 9  | 5  | 58 | 158-367 | 23 |